# 武山薹草
武山薹草（学名：Carex wushanensis）为莎草科薹草属的植物。分布于中国大陆的甘肃等地，生长于海拔1,600米的地区，多生于山坡，目前尚未由人工引种栽培。